# Rowan Blanchard
Rowan Eleanor Blanchard (Los Angeles, 14 ottobre 2001) è un'attrice e attivista statunitense.

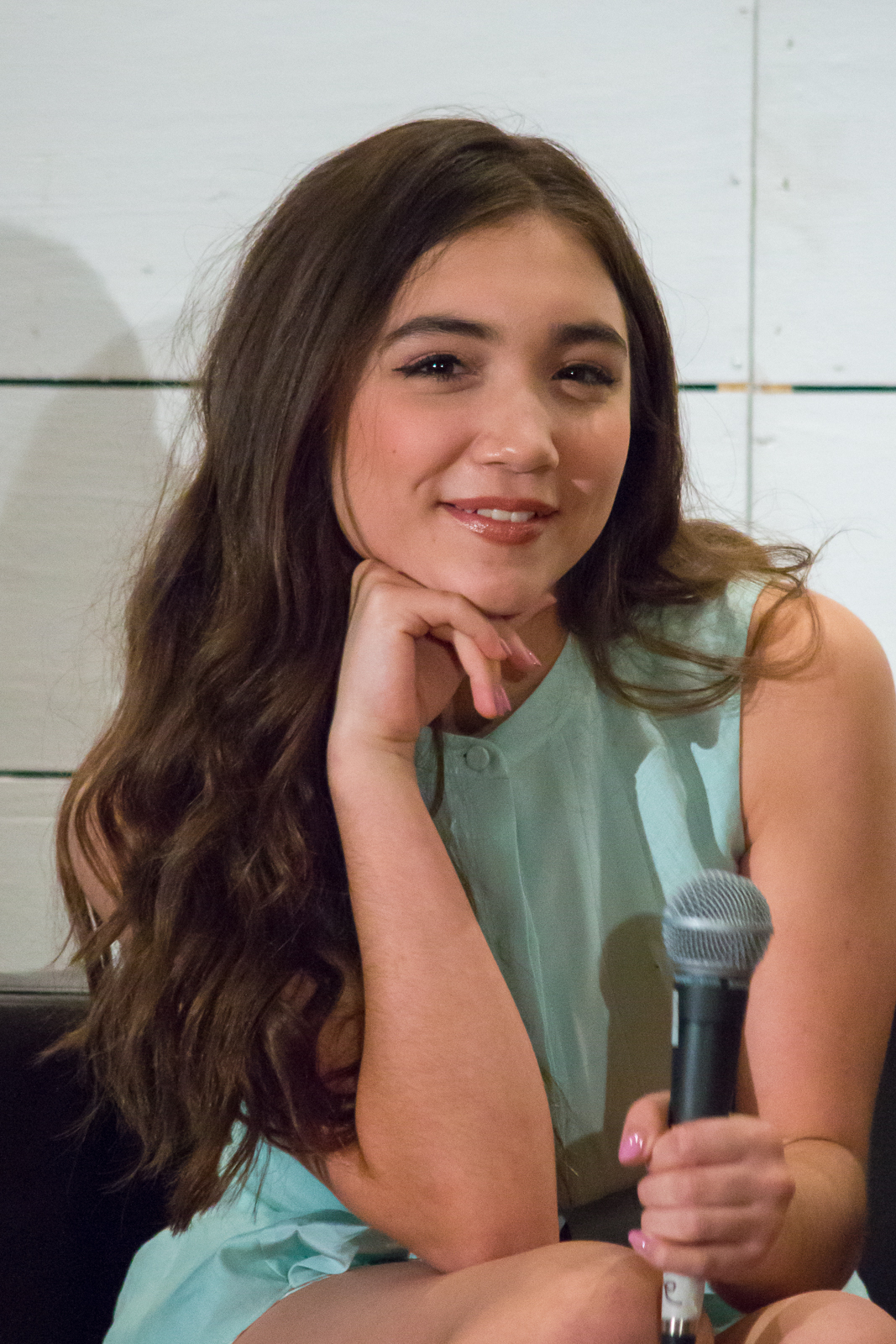
Rowan Blanchard nel 2015 al ATX TV Festival

È nota per il ruolo di Riley Matthews nella serie di Disney Channel Girl Meets World e per il ruolo di Alexandra Cavill nella serie TNT Snowpiercer.

## Biografia
È nata a Los Angeles, in California, ed è la figlia maggiore di Elizabeth e Mark Blanchard-Boulbol, due istruttori di yoga. Suo nonno paterno ha origini armene, siriane, libanesi e marocchine; mentre sua nonna ha origini inglesi, danesi e svizzere. Ha due fratelli minori, Carmen e Shane.
Il suo nome deriva da un personaggio del romanzo The Witching Hour di Anne Rice.

## Carriera
Rowan ha cominciato a recitare all'età di 5 anni. Nel 2010 ha ottenuto il ruolo della figlia di Mona nel film Piacere, sono un po' incinta. Nel 2011 ha interpretato Rebecca Wilson in Spy Kids 4 - È tempo di eroi. Alla fine del gennaio 2013 Rowan ha ottenuto la parte di Riley Matthews in Girl Meets World, sequel di Crescere, che fatica!, famosa sitcom statunitense andata in onda durante gli anni '90.
Nel 2014 ha partecipato alla cover della canzone Do You Want To Build A Snowman? (Frozen - Il regno di ghiaccio) insieme ad altre star Disney, nel gruppo Disney Channel Circle of Stars. Nel 2015 ha interpretato Cleo nel film Disney per la televisione Mia sorella è invisibile!, insieme alla collega di Disney Channel Paris Berelc. Nel 2016 è stata scelta per recitare nel film Nelle pieghe del tempo.
Il 27 marzo 2019 viene annunciata la sua presenza in Snowpiercer, nel ruolo di Alexandra Cavill; inizialmente come guest star, poi come personaggio principale dalla seconda alla quarta, e ultima, stagione.

## Vita privata
Nel 2014 ha rivelato con un post su Instagram di soffrire di depressione, l'attrice ha scritto:
(Rowan Blanchard in un post del 2014)
In una serie di tweet del gennaio 2016, ha spiegato che anche se ha "sempre prestato interesse solo nei ragazzi", è comunque "aperta a qualsiasi genere" e si è identificata come queer. Lo stesso gennaio, ha scritto uno dei suoi più importanti articoli per Rookie Magazine, intitolato "Sorry, Not Sorry".
Rowan è molto attiva su argomenti come il femminismo, diritti umani e violenza armata. Mentre la maggior parte dei suoi commenti riguardanti questi problemi vengono postati via Twitter o Tumblr, lei ha parlato alla conferenza annuale dell'Ente delle Nazioni Unite per l'uguaglianza di genere e l'empowerment femminile prendendo parte ad HeForShe, una campagna femminista. Ha parlato anche nel 2015 al We Day Minnesota e nel 2016 al We Day California. Nel 2015 è stata inoltre inclusa nella lista dei 30 ragazzi più influenti del settimanale statunitense Time.

## Filmografia

### Attrice

#### Cinema
- Piacere, sono un po' incinta (The Back-Up Plan), regia di Alan Poul (2010)
- Spy Kids 4 - È tempo di eroi (Spy Kids: All the Time in the World), regia di Robert Rodriguez (2011)
- Nelle pieghe del tempo (A Wrinkle in Time), regia di Ava DuVernay (2018)
- A World Away, regia di Mark Blanchard (2019)
- Crush , regia di Sammi Cohen (2022)

#### Televisione
- Dance-A-Lot-Robot – serie TV, 5 episodi (2010)
- Little in Common – film TV, regia di Adam Bernstein (2011)
- Girl Meets World – serie TV, 72 episodi (2014-2017)
- Best Friends Whenever – serie TV, episodio 1x09 (2015)
- Mia sorella è invisibile! (Invisible Sister), regia di Paul Hoen – film TV (2015)
- The Goldbergs – serie TV, 11 episodi (2017-2018)
- Splitting Up Together – serie TV, 2 episodi (2018-2019)
- Snowpiercer – serie TV, 21 episodi (2020-2024)
- ZIWE – serie TV, episodio 2x06 (2022)
- Poker Face – serie TV, episodio 1x08 (2023)

#### Cortometraggi
- The Realest Real, regia di Carrie Brownstein (2016)
- Trusting Hope, regia di Mark Blanchard (2019)

#### Videoclip musicali
- Do You Want to Build a Snowman, regia di Harry Perry III (2014)
- Warrior di Chloe x Halle, regia di Matthew A. Cherry (2018)
- Thanks for the Dance di Leonard Cohen, regia di Harley Weir (2020)

### Doppiatrice

#### Televisione
- Neo Yokio - serie TV, episodio speciale (2018)

## Riconoscimenti
Kids' Choice Awards
- 2016 – Candidatura allo show televisivo favorito per Girl Meets World[16]

Young Artist Awards
- 2015 – Candidatura Eccezionale gruppo di giovani attori in una serie TV per Girl Meets World[17]
- 2012 – Candidatura Best Performance in a Feature Film — Young Actress Ten and Under per Spy Kids 4 - È tempo di eroi

Teen Choice Awardss
- 2016 – Nomination Choice TV Actress
- 2016 – Nomination Choice Summer TV Show per Girl Meets World
- 2015 – Nomination Choice TV Show: Comedy per Girl Meets World[18]
- 2014 – Nomination Choice Summer TV Show per Girl Meets World[19]

Creative Arts Emmy Awards
- 2015 – Nomination Outstanding Children's Program per Girl Meets World[20]

## Doppiatrici italiane
Nelle versioni in italiano dei suoi film e delle sue serie TV, Rowan Blanchard è stata doppiata da:
- Sara Labidi in Girl Meets World[21], Mia sorella è invisibile!, Nelle pieghe del tempo[22]
- Veronica Benassi in Spy Kids 4 - È tempo di eroi[23]
- Ludovica Bebi in The Goldbergs[24]
- Alice Venditti in Snowpiercer[25]
- Lucrezia Marricchi in Crush[26]